# 伊利諾伊鎮區 (堪薩斯州索姆奈縣)
伊利諾伊鎮區（英語：Illinois Township）為美國堪薩斯州索姆奈縣轄下的鎮區。2010年美国人口普查中此鎮區人口有173人。

## 地理
伊利諾伊鎮區涵蓋總面積為94.3平方（36.41平方英里），其中陸地面積為94.2平方（36.39平方英里），水域面積為0.052平方（0.02平方英里）或0.05%。

## 人口統計
根據2010年美國人口普查，伊利諾伊鎮區人口有173人，其中男性有95人，女性有78人，人口密度為每平方公里1.84人，住房計64戶。鎮區內的白人有166人，非裔美國人有0人，美洲原住民有2人，亞裔美國人有0人，太平洋島裔美國人有0人，其他種族有0人，混血種族則有5人。此外鎮區內有0人為西班牙裔或拉丁裔美國人。此鎮區之年齡中位數為41.5歲，而男性年齡中位數為40.8歲，女性年齡中位數為44.0歲。